# International Sepaktakraw Federation
La International Sepaktakraw Federation (ISTAF) è la federazione sportiva internazionale, membro di SportAccord, che governa lo sport del sepaktakraw. La federazione è stata fondata dalla Asian Sepak Takraw Federation (ASTAF), essendo lo sepaktakraw uno sport prevalentemente asiatico, nel 1988.

## Specialità[2]
Regu in lingua malese vuol dire squadra, team. Il sepaktakraw può essere disputato in partite in cui si fronteggiano due regu opposti, formati da due (double), tre (regu) o nove (team) giocatori, più i sostituti.
- Double [3] (2 giocatori + 1 sostituto)
- Regu (3 giocatori + 2 sostituti per squadra)
- Team (ogni squadra è composta da squadre di tre differenti regu, perntanto 9 giocatori + 3 sostituti per squadra)

## Manifestazioni multisportive
Giochi asiatici
L'esordio del sepaktakraw come disciplina ufficiale del programma dei Giochi asiatici è avvenuto nel 1990 a Pechino. Per la ISTAF, tuttavia, è stata l'edizione 2006 di Doha a rappresentare una vera e propria spinta alla diffusione del sepaktakraw nel mondo, come dichiarato dal presidente della federazione durante le Olimpiadi di Pechino 2008 
- XI Giochi asiatici di Pechino 1990  Cina
- XII Giochi asiatici di Hiroshima 1994  Giappone
- XIII Giochi asiatici di Bangkok 1998  Thailandia
- XIV Giochi asiatici di Pusan 2002  Corea del Sud
- XV Giochi asiatici di Doha 2006  Qatar

Giochi del Sud-est asiatico
Il sepaktakraw è stato introdotto per la prima volta ai Giochi del Sud-est asiatico nella quarta edizione disputata a Bangkok nel 1967. Da allora è stato presente in tutte le edizioni successive ad eccezione di quella del 1971 svoltasi a Kuala Lumpur.
Asian Beach Games
Nella sua versione da spiaggia, il beach sepaktakraw è stata disciplina alla prima edizione degli Asian Beach Games che si è svolta nel 2008 a Bali in Indonesia.
World Games
Nonostante nel 2009 si fosse parlato di un possibile inserimento del sepaktakraw tra gli sport dimostrativi dei World Games 2009 , alla fine la disciplina non fu tra i 5 sport dimostrativi ammessi al programma .
Giochi olimpici
Dopo il successo avuto, per la sua spettacolarità, dalla disciplina agli Asian Beach Games, la Asian Sepaktakraw Federation ha proposto al CIO di ammettere la disciplina ai Giochi olimpici del 2020 

## Federazioni affiliate[8]
Asia (20)
- Asian Sepaktakraw Federation (ASTAF)
  - Singapore Sepaktakraw Federation (PERSES)
  - Takraw Association of Thailand (TAT)
  - Indonesian Sepaktakraw Association (PERSETASI)
  - Negara Brunei Darussalam Sepaktakraw Association (PESTABARU)
  - Sepaktakraw Association of Malaysia (PSM)
  - Korea Sepaktakraw Association
  - Laos Sepaktakraw Federation
  - Chinese Sepaktakraw Association
  - Myanmar Sepaktakraw Federation
  - Philippine Amateur Sepaktakraw Association
  - Japan Sepaktakraw Federation
  - Amateur Sepaktakraw Association of Sri Lanka
  - Sepaktakraw Federation of India
  - Pakistan Sepaktakraw Federation
  - Sepak Takraw Federation of Bangladesh
  - Vietnam Sepaktakraw Federation
  - Iran Sepaktakraw Association
  - Nepal Sepak Takraw Association
  - Sepaktakraw Association of Mongolia
  - Hong Kong Sepaktakraw Association

Europa (6) 
- Federation of European Sepak Takraw Associations (FESTA)
  - UK Sepak Takraw Association (STUK)
  - Association Française de Sepak Takraw (AFST)
  - Federazione Italiana Sepaktakraw (FISE)
  - Germany Sepaktakraw Association
  - Swiss Sepaktakraw Association
  - Denmark Sepaktakraw Federation

Nord America (3)
- USA Takraw Association (USATA)
- Sepak Takraw Association of Canada (STAK)
- Puerto Rico Sepaktakraw Federation

Sud America (2)
- Associacao Brasileira de Takraw
- Colombia Sepaktakraw Association

Africa (1)
- Sudan Sepaktakraw Association